# Campionat de Catalunya de natació - 4x100 metres estils
Els 4x100 metres estils és una prova del Campionat de Catalunya de natació que es realitza des de l'any 1953, tant en categoria masculina com en categoria femenina. És una prova per equips, on quatre nedadors de cada equip han de completar un tram de 100 metres en un dels quatre estils (esquena, braça, papallona i estil lliure).
Abans de 1952, la papallona no es definia com un estil separat de la braça, de manera que les curses combinades només presentaven tres estils: esquena, braça i estil lliure. La distància habitual tant de la prova individual com del relleu combinat era, per tant, de 300 metres en lloc de 400. Per aquest motiu, entre 1931 i 1952 en categoria masculina, i entre 1947 i 1952 en categoria femenina, al Campionat de Catalunya es disputava la prova de 3x100 metres estils. Al voltant de 1953 les curses combinades van començar a incloure d'estil de papallona, incorporant-se també al campionat català.
Anteriorment, durant els anys vint, es disputava la prova dels 4x50 metres estils en el programa del Campionat de Catalunya.
El Club Natació Barcelona fou el gran dominador de la prova durant les tres primeres dècades del campionat. Durant la dècada de 1960 va prendre-hi el relleu el Club Natació Sabadell. Durant els anys setanta destacà l'equip femení del Club Natació Manresa, mentre que el Barcelona recuperava l'hegemonia en categoria masculina. No obstant, aquests anys i posteriors cap equip manté una hegemonia abassegadora. Durant els anys vuitanta el club amb més triomfs fou el Club Natació Montjuïc, mentre que als noranta destacà el Club Natació Catalunya, i amb el nou segle el club més destacat esdevingué el Club Natació Sant Andreu.

## Historial
| Edició                                              | Data                | Competició masculina            | Competició masculina                                 | Competició masculina            | Competició femenina             | Competició femenina                                      | Competició femenina             | refs.               |
| Edició                                              | Data                | Campió                          | Nedadors                                             | Temps                           | Campió                          | Nedadores                                                | Temps                           | refs.               |
| 3x100 metres estils                                 | 3x100 metres estils | 3x100 metres estils             | 3x100 metres estils                                  | 3x100 metres estils             | 3x100 metres estils             | 3x100 metres estils                                      | 3x100 metres estils             | 3x100 metres estils |
| --------------------------------------------------- | ------------------- | ------------------------------- | ---------------------------------------------------- | ------------------------------- | ------------------------------- | -------------------------------------------------------- | ------------------------------- | ------------------- |
| XIV                                                 | 1931                | CN Barcelona A                  | R. Brull, Ruiz Vilar, S. Parés                       | 3:59.4                          | N/D                             | N/D                                                      | N/D                             | [ 3 ] [ 4 ]         |
| XV                                                  | 1932                | no es disputà entre 1932 i 1936 | no es disputà entre 1932 i 1936                      | no es disputà entre 1932 i 1936 | CN Barcelona                    | M.L. Vigo, C. Soriano, J. Torrens                        | 5:05.0                          | [ 3 ] [ 4 ]         |
| XVI                                                 | 1933                | no es disputà entre 1932 i 1936 | no es disputà entre 1932 i 1936                      | no es disputà entre 1932 i 1936 | CN Barcelona                    | C. Soriano, P. Gastearena, M. Ros                        | 4:57.9                          | [ 3 ] [ 4 ] [ 5 ]   |
| XVII                                                | 1934                | no es disputà entre 1932 i 1936 | no es disputà entre 1932 i 1936                      | no es disputà entre 1932 i 1936 | CN Barcelona                    | C. Soriano, E. Soriano, M. Ros                           | 4:59.0                          | [ 3 ] [ 4 ]         |
| XVIII                                               | 1935                | no es disputà entre 1932 i 1936 | no es disputà entre 1932 i 1936                      | no es disputà entre 1932 i 1936 | CN Barcelona A                  | Badia, E. Soriano, C. Soriano                            | 4:47.4                          | [ 3 ] [ 4 ] [ 6 ]   |
| XIX                                                 | 1936                | no es disputà entre 1932 i 1936 | no es disputà entre 1932 i 1936                      | no es disputà entre 1932 i 1936 | CN Barcelona A                  | C. Soriano, E. Soriano, M. Ros                           | 4:44.6                          | [ 3 ] [ 4 ]         |
| no es disputà entre 1937 i 1938 per la Guerra Civil |                     |                                 |                                                      |                                 |                                 |                                                          |                                 |                     |
| XX                                                  | 1939                | CN Barcelona A                  | C. Bonacasa, Porras, F. Sabater                      | 3:57.0                          | N/D                             | N/D                                                      | N/D                             | [ 3 ] [ 4 ]         |
| XXI                                                 | 1940                | N/D                             | N/D                                                  | N/D                             | CN Barcelona A                  | M. Bernet, E. Soriano, C. Soriano                        | 4:41.4                          | [ 3 ] [ 4 ] [ 7 ]   |
| XXII                                                | 1941                | no es disputà entre 1940 i 1946 | no es disputà entre 1940 i 1946                      | no es disputà entre 1940 i 1946 | no es disputà entre 1940 i 1946 | no es disputà entre 1940 i 1946                          | no es disputà entre 1940 i 1946 | [ 3 ] [ 4 ]         |
| XXIII                                               | 1942                | no es disputà entre 1940 i 1946 | no es disputà entre 1940 i 1946                      | no es disputà entre 1940 i 1946 | no es disputà entre 1940 i 1946 | no es disputà entre 1940 i 1946                          | no es disputà entre 1940 i 1946 | [ 3 ] [ 4 ]         |
| XXIV                                                | 1943                | no es disputà entre 1940 i 1946 | no es disputà entre 1940 i 1946                      | no es disputà entre 1940 i 1946 | no es disputà entre 1940 i 1946 | no es disputà entre 1940 i 1946                          | no es disputà entre 1940 i 1946 | [ 3 ] [ 4 ]         |
| XXV                                                 | 1944                | no es disputà entre 1940 i 1946 | no es disputà entre 1940 i 1946                      | no es disputà entre 1940 i 1946 | no es disputà entre 1940 i 1946 | no es disputà entre 1940 i 1946                          | no es disputà entre 1940 i 1946 | [ 3 ] [ 4 ]         |
| XXVI                                                | 1945                | no es disputà entre 1940 i 1946 | no es disputà entre 1940 i 1946                      | no es disputà entre 1940 i 1946 | no es disputà entre 1940 i 1946 | no es disputà entre 1940 i 1946                          | no es disputà entre 1940 i 1946 | [ 3 ] [ 4 ]         |
| XXVII                                               | 1946                | no es disputà entre 1940 i 1946 | no es disputà entre 1940 i 1946                      | no es disputà entre 1940 i 1946 | no es disputà entre 1940 i 1946 | no es disputà entre 1940 i 1946                          | no es disputà entre 1940 i 1946 | [ 3 ] [ 4 ]         |
| XXVIII                                              | 1947                | CN Reus Ploms                   | F. Calamita, Valveny, S. Esteva                      | 3:45.9                          | CN Barcelona                    | H. Wüst, E. Soriano, A. Lacasa                           | 4:33.8                          | [ 3 ] [ 4 ]         |
| XXIX                                                | 1948                | CN Barcelona                    | J. Céspedes, Herra, R. Queralt                       | 3:50.0                          | CN Barcelona                    | H. Wüst, E. Soriano, I. Estrany                          | 4:40.0                          | [ 3 ] [ 4 ]         |
| XXX                                                 | 1949                | CN Barcelona                    | F. Calamita, Wiliam, R. Queralt                      | 3:51.0                          | CN Barcelona                    | H. Wüst, Fernández, A.M. Moreno                          | 4:44.0                          | [ 3 ] [ 4 ]         |
| XXXI                                                | 1950                | CN Barcelona                    | Orero, J. Alberti, R. Conde                          | 3:38.4                          | CN Barcelona                    | H. Wüst, Miralles, A.M. Moreno                           | 4:32.4                          | [ 3 ] [ 4 ]         |
| XXXII                                               | 1951                | CN Barcelona                    | Buil, Abella, R. Queralt                             | 3:44.0                          | CN Barcelona                    | H. Wüst, M.D. Amat, E. Herbolzheimer                     | 4:27.8                          | [ 3 ] [ 4 ]         |
| XXXIII                                              | 1952                | CN Barcelona                    | F. Ballbé, J. Alberti, Duran                         | 3:42.6                          | CN Barcelona                    | H. Wüst, E. Azpelicueta, E. Herbolzheimer                | 4:20.7                          | [ 3 ] [ 4 ]         |
| 4x100 metres estils                                 |                     |                                 |                                                      |                                 |                                 |                                                          |                                 |                     |
| XXXIV                                               | 1953                | CN Barcelona                    | J. Altafaja, A. Munté, J. Bazán, R. Queralt          | 5:07.4                          | CN Barcelona                    | M. Esteller, Soler, E. Azpelicueta, E. Herbolzheimer     | 6:09.8                          | [ 3 ] [ 4 ] [ 8 ]   |
| XXXV                                                | 1954                | CN Barcelona                    | R. Queralt, J. Nicolau, J. Bazán, J.L. Abellán       | 5:06.2                          | CN Barcelona                    | M. Esteller, M.D. Amat, E. Azpelicueta, E. Herbolzheimer | 6:17.2                          | [ 3 ] [ 4 ]         |
| XXXVI                                               | 1955                | CN Barcelona                    | J. Altafaja, J. Nicolau, J. Bazán, J. Bestit         | 5:12.5                          | CN Barcelona                    | P. Esteban, M.D. Amat, E. Azpelicueta, M. Galindo        | 6:09.7                          | [ 3 ] [ 4 ]         |
| XXXVII                                              | 1956                | CN Barcelona                    | J. Altafaja, Boetger, J. Bazán, R. Queralt           | 4:58.6                          | CN Barcelona                    | P. Esteban, Alberti, M.D. Amat, M. Galindo               | 6:01.5                          | [ 3 ] [ 4 ]         |
| XXXVIII                                             | 1957                | CN Barcelona                    | J. Altafaja, G. Alsina, J. Bazán, R. Queralt         | 4:59.9                          | CN Barcelona                    | P. Esteban, M.D. Amat, M.T. Viñals, Soler                | 6:09.0                          | [ 3 ] [ 4 ]         |
| XXXIX                                               | 1958                | CN Barcelona                    | J. Altafaja, G. Alsina, J. Alberti, L. Rodés         | 4:54.8                          | CN Barcelona                    | P. Esteban, A.M. Santamaria, M.T. Viñals, Soler          | 5:58.6                          | [ 3 ] [ 4 ]         |
| XL                                                  | 1959                | CN Barcelona                    | F. Nicolás, G. Alsina, J. Satorre, L. Rodés          | 4:52.0                          | CN Barcelona                    | P. Esteban, A.M. Santamaria, M.T. Viñals, Gilberte       | 5:45.0                          | [ 3 ] [ 4 ]         |
| XLI                                                 | 1960                | no es disputà el 1960           | no es disputà el 1960                                | no es disputà el 1960           | no es disputà el 1960           | no es disputà el 1960                                    | no es disputà el 1960           | [ 3 ] [ 4 ]         |
| XLII                                                | 1961                | CN Montjuïc                     | J.A. Molinero, C. Medina, J.A. Abadías, Bonet        | 4:44.4                          | CN Montjuïc                     | Boira, Llorca, C. Ramos, M.C. Medina                     | 5:36.5                          | [ 3 ] [ 4 ]         |
| XLIII                                               | 1962                | CN Barcelona                    | M. Cugueró, Galopa, J. Cugueró, L. Rodés             | 4:41.7                          | CN Sabadell                     | C. Mata, E. Castañé, I. Castañé, M. Ballesté             | 5:50.6                          | [ 3 ] [ 4 ]         |
| XLIV                                                | 1963                | CN Sabadell                     | M. Torres, F. Jou, J. Roig, C. Seguí                 | 4:37.5                          | CN Sabadell                     | I. Castañé, E. Castañé, M. Ballesté, M.D. Molas          | 5:14.1                          | [ 3 ] [ 4 ]         |
| XLV                                                 | 1964                | CN Sabadell                     | J. Jou, F. Jou, J. Roig, J. Casarramona              | 4:39.1                          | CN Sabadell                     | I. Castañé, E. Castañé, M. Ballesté, M.D. Molas          | 5:18.9                          | [ 3 ] [ 4 ]         |
| XLVI                                                | 1965                | CN Sabadell                     | S. Esteva, F. Jou, J. Roig, M. Torres                | 4:29.7                          | CN Sabadell                     | M.P. Corominas, I. Castañé, M. Ballesté, E. Castañé      | 5:08.6                          | [ 3 ] [ 4 ]         |
| XLVII                                               | 1966                | CN Sabadell                     | M. Torres, F. Jou, J. Roig, J. Jou                   | 4:28.4                          | CN Sabadell                     | M.P. Corominas, I. Castañé, M. Ballesté, E. Castañé      | 5:02.2                          | [ 3 ] [ 4 ]         |
| XLVIII                                              | 1967                | CN Sabadell                     | S. Esteva, J. Duran, J. Roig, M. Pessarrodona        | 4:28.8                          | CN Sabadell                     | M.P. Corominas, M. Salvà, M.D. Molas, M. Ballesté        | 5:13.9                          | [ 3 ] [ 4 ]         |
| XLIX                                                | 1968                | CN Sabadell                     | S. Esteva, J. Duran, J. Roig, M. Pessarrodona        | 4:20.2                          | CN Sabadell                     | M.P. Corominas, M. Salvà, V. Buxeda, C. Ortuño           | 5:09.0                          | [ 3 ] [ 4 ]         |
| L                                                   | 1969                | CN Sabadell                     | S. Esteva, J. Duran, M. Pessarrodona, J. Comas       | 4:18.3                          | CN Sabadell                     | M.P. Corominas, M. Carbó, V. Buxeda, C. Ortuño           | 5:09.0                          | [ 3 ] [ 4 ]         |
| LI                                                  | 1970                | CN Sabadell                     | S. Esteva, J. Duran, M. Pessarrodona, J. Comas       | 4:15.8                          | CN Sabadell                     | M.P. Corominas, À. Artigas, E. Mallafré, C. Ortuño       | 5:04.0                          | [ 3 ] [ 4 ]         |
| LII                                                 | 1971                | CN Sabadell                     | S. Esteva, J. Ristol, M. Pessarrodona, J. Comas      | 4:18.4                          | CN Sabadell                     | M. Molins, M. Carbó, E. Mallafré, C. Permanyer           | 5:03.7                          | [ 3 ] [ 4 ]         |
| LIII                                                | 1972                | CN Barcelona                    | J. Nobel, F. Godoy, A. Esteller, J. Rigau            | 4:19.9                          | CN Poble Nou                    | A.I. Andreu, M. Tomás, A. Chamorro, M. Gutiérrez         | 5:01.6                          | [ 3 ] [ 4 ]         |
| LIV                                                 | 1973                | CN Barcelona                    | J. Nobel, F. Godoy, L. Bellera, J. Rigau             | 4:22.5                          | CN Manresa                      | M. Majó, R. Estiarte, N. Panadell, C. Sangenís           | 4:59.5                          | [ 3 ] [ 4 ]         |
| LV                                                  | 1974                | CN Sabadell                     | S. Esteva, F.X. Doiz, E. Arce, J. Comas              | 4:14.4                          | CN Manresa                      | N. Panadell, R. Estiarte, M. Majó, C. Sangenís           | 4:53.8                          | [ 3 ] [ 4 ]         |
| LVI                                                 | 1975                | CN Barcelona                    | J. Nobel, P. Estrany, M. Rigau, G. Masfurroll        | 4:22.2                          | CN Barcelona                    | E. Masfurroll, C. Kun, O. Fernández, M. Artigas          | 4:55.5                          | [ 3 ] [ 4 ]         |
| LVII                                                | 1976                | CN Terrassa                     | C. Batalla, J. Cardellach, J. Miralles, G. Company   | 4:27.1                          | CN Sabadell                     | C. Paredes, D. Balbuena, M. Camps, L. Larrosa            | 4:52.4                          | [ 3 ] [ 4 ]         |
| LVIII                                               | 1977                | CN Barcelona                    | F. Cuervo, P. Estrany, M. Lloret, R. Pérez           | 4:14.3                          | CN Manresa                      | R. Estiarte, O. Estefanell, M. Majó, A. Pelfort          | 4:43.5                          | [ 3 ] [ 4 ]         |
| LIX                                                 | 1978                | CN Barcelona                    | F. Cuervo, P. Estrany, M. Lloret, M. Rigau           | 4:08.0                          | CN Manresa                      | L. Felip, N. Moreno, A. Obradors, A. Pelford             | 4:55.1                          | [ 3 ] [ 4 ]         |
| LX                                                  | 1979                | CN Barcelona                    | F. Cuervo, P. Estrany, A. Aguilar, M. Rigau          | 4:10.7                          | CN Sabadell                     | S. Fontana, O. Estefanell, M. Camps, S. Mayor            | 4:41.6                          | [ 3 ] [ 4 ]         |
| LXI                                                 | 1980                | CN Barcelona                    | R. Pérez, M. Jou, J.C. Arce, M. Rigau                | 4:17.3                          | CN Montjuïc                     | A.M. Traver, L. Flaqué, S. Casajús, R. Conesa            | 4:43.3                          | [ 3 ] [ 4 ]         |
| LXII                                                | 1981                | CN Sabadell                     | J.C. Arce, P. Rocabert, A. Buxeda, P. Losada         | 4:10.32                         | CN Sabadell                     | N. Casadesús, O. Estefanell, C. Paredes, G. Menéndez     | 4:38.76                         | [ 3 ] [ 4 ]         |
| LXIII                                               | 1982                | CN Montjuïc                     | M. Silvestre, J. Silvestre, J. Herrero, X. Miralpeix | 4:08.4                          | CN Barcelona                    | E. Llorens, A. De la Hera, C. Moliner, A. Serra          | 4:39.8                          | [ 3 ] [ 4 ]         |
| LXIV                                                | 1983                | CN Barcelona                    | J. Turró, M. Jou, M. Verdaguer, D. Serra             | 4:08.6                          | CN Sant Andreu                  | S. Pagès, S. Moreno, I. Julià, C. Vallespí               | 4:40.4                          | [ 3 ] [ 4 ]         |
| LXV                                                 | 1984                | CN Catalunya                    | R. Pont, F. Pardo, M. Jou, G. Jiménez                | 4:07.33                         | CN Sabadell                     | N. Casadesús, E. Marín, M. Mateu, G. Menéndez            | 4:37.26                         | [ 3 ] [ 4 ]         |
| LXVI                                                | 1985                | CN Montjuïc                     | H. Garmendia, J. Silvestre, A. Buxeda, X. Miralpeix  | 4:03.90                         | CN Sant Andreu                  | S. Pagès, S. Moreno, M. García, M. Pérez                 | 4:41.44                         | [ 3 ] [ 4 ]         |
| LXVII                                               | 1986                | CN Montjuïc                     | J. Erra, L. Campins, H. Garmendia, X. Miralpeix      | 4:02.38                         | CN Barcelona                    | M. Bartels, R. Navarro, A. Cordero, K. Mayer             | 4:37.08                         | [ 3 ] [ 4 ]         |
| LXVIII                                              | 1986-87             | CN Montjuïc                     | J. Erra, L. Campins, H. Garmendia, D. Serra          | 3:58.47                         | CN Manresa                      | M. Gomáriz, M. Prat, A. Garcia, E. Basullas              | 4:36.99                         | [ 3 ] [ 4 ]         |
| LXIX                                                | 1987-88             | CN Montjuïc                     | J. Erra, L. Campins, H. Garmendia, D. Serra          | 3:56.40                         | CN Sabadell                     | L. Bernabéu, L. Becerra, M. Cuervo, E. Martínez          | 4:32.07                         | [ 3 ] [ 4 ]         |
| LXX                                                 | 1988-89             | CN Montjuïc                     | O. Barrufet, S. López, J.P. Rodríguez, D. Serra      | 3:58.81                         | CN Sabadell                     | L. Bernabéu, L. Becerra, M. Cuervo, E. Martínez          | 4:28.70                         | [ 3 ] [ 4 ]         |
| LXXI                                                | 1989-90             | CN Barcelona                    | C. Ventosa, R. Camallonga, A. Ventosa, D. Royo       | 4:01.62                         | CN Sabadell                     | E. Pérez, L. Becerra, M. Cuervo, L. Alcázar              | 4:31.05                         | [ 3 ] [ 4 ]         |
| LXXII                                               | 1990-91             | CN Barcelona                    | C. Ventosa, R. Camallonga, A. Ventosa, D. Royo       | 3:57.63                         | CN Sabadell                     | E. Pérez, L. Becerra, M. Cuervo, E. Martínez             | 4:33.08                         | [ 3 ] [ 4 ]         |
| LXXIII                                              | 1991-92             | CN Catalunya                    | D. Zafra, À. Casalots, Ò. Safont, D. Serra           | 3:59.16                         | CN Catalunya                    | I. Tarragó, M. Safont, M.L. Fernández, S. Amaia          | 4:31.51                         | [ 3 ] [ 4 ]         |
| LXXIV                                               | 1992-93             | CN Catalunya                    | E. Alda, M. Capdevila, M. Tolosa, D. Serra           | 3:55.74                         | CN Catalunya                    | I. María, E. García, L. Fernández, S. Astola             | 4:24.48                         | [ 3 ] [ 4 ]         |
| LXXV                                                | 1993-94             | CN Catalunya                    | E. Comamala, M. Capdevila, E. Alda, D. Serra         | 3:54.13                         | CN Catalunya                    | I. Maria, M. Cañestro, N. Gil, S. Astola                 | 4:25.66                         | [ 3 ] [ 4 ]         |
| LXXVI                                               | 1994-95             | CN Sabadell                     | D. Contreras, F.A. Tebar, C. Sánchez, M. Jiménez     | 3:56.05                         | CN Catalunya                    | I. Maria, M. Cañestro, E. Corbella, S. Garabatos         | 4:24.65                         | [ 3 ] [ 4 ]         |
| LXXVII                                              | 1995-96             | CN Sabadell                     | C. Ventosa, X. Cazcarro, D. Morales, M. Jiménez      | 3:55.70                         | CN Catalunya                    | N. Rodríguez, M. Costa, E. Corbella, V. Seva             | 4:28.57                         | [ 3 ] [ 4 ]         |
| LXXVIII                                             | 1996-97             | CN Catalunya                    | M. Clar, A. Gandía, F.J. Porcar, Ò. Safont           | 3:58.35                         | CN Catalunya                    | N. Colomer, L.C. Simón, E. Corbella, S. Garabatos        | 4:30.91                         | [ 3 ] [ 4 ]         |
| LXXIX                                               | 1997-98             | CN Catalunya                    | A. Teixidó, M. Capdevila, F.J. Porcar, A. Ventosa    | 3:53.73                         | CN Catalunya                    | I. Maria, M. Costa, C. Isaac, S. Garabatos               | 4:24.64                         | [ 3 ] [ 4 ]         |
| LXXX                                                | 1998-99             | CN Catalunya                    | A. Teixidó, I. Aguirre, A. Ventosa, S. Garcia        | 3:52.59                         | CN Catalunya                    | N. Colomer, M. Costa, C. Isaac, V. Seva                  | 4:28.63                         | [ 3 ] [ 4 ]         |
| LXXXI                                               | 1999-00             | CN Sant Andreu                  | B. Cabello, A. Elias, J. Pau, C. Ballesteros         | 3:53.29                         | CN Sabadell                     | M.A. García S., E. Guasch, E. Homet, L. Elizalde         | 4:31.89                         | [ 3 ] [ 4 ]         |
| LXXXII                                              | 2000-01             | CE Mediterrani                  | J. Pérez, I. Aguirre, D. Morales, E. Lorente         | 3:55.68                         | CN Sabadell                     | M. Caballero, E. Guasch, E. Homet, L. Elizalde           | 4:28.65                         | [ 3 ] [ 4 ]         |
| LXXXIII                                             | 2001-02             | no es disputà el 2001-02        | no es disputà el 2001-02                             | no es disputà el 2001-02        | no es disputà el 2001-02        | no es disputà el 2001-02                                 | no es disputà el 2001-02        | [ 3 ] [ 4 ]         |
| LXXXIV                                              | 2002-03             | CE Mediterrani                  | Martinez, V. Labzin, D. Morales, E. Lorente          | 3:57.67                         | CN Sabadell                     | E. Pérez, N. Garcia, E. Homet, L. Elizalde               | 4:29.85                         | [ 3 ] [ 4 ]         |
| LXXXV                                               | 2003-04             | CN Sabadell                     | A. Wildeboer, R. Barreda, J.J. Ulacia, O. Wildeboer  | 3:51.45                         | CN Sabadell                     | M. Caballero, N. Garcia, E. Homet, L. Elizalde           | 4:25.19                         | [ 3 ] [ 4 ]         |
| LXXXVI                                              | 2004-05             | CE Mediterrani                  | B. Pallarés, S. Lloret, R. Navalon, R. Martínez      | 3:59.11                         | CN Sabadell                     | L. Roldán, N. García, E. Homet, L. Elizalde              | 4:28.24                         | [ 3 ] [ 4 ]         |
| LXXXVII                                             | 2005-06             | CN Sant Andreu                  | J.M. Rando, T. Cañizares, Cabello, E. Lorente        | 3:53.37                         | CN Sant Andreu                  | S. Pérez, J. Salcedo, A. Muela, M. Ferrer                | 4:22.18                         | [ 3 ] [ 4 ]         |
| LXXXVIII                                            | 2006-07             | CN Sant Andreu                  | J.M. Rando, T. Cañizares, B. Cabello, A. Cabello     | 3:54.26                         | CN Terrassa                     | G. Cristóbal, L. Roca, C. Campo, L. Florencia            | 4:25.61                         | [ 3 ] [ 4 ]         |
| LXXXIX                                              | 2007-08             | CN Sabadell                     | A. Wildeboer, S. Garcia, À. Sánchez, E. Lorente      | 3:50.37                         | CN Hospitalet                   | C. Busquets, J. Vall, M. Belmonte, E. Villaécija         | 4:21.43                         | [ 3 ] [ 4 ]         |
| XC                                                  | 2008-09             | CN Sant Andreu                  | V.W. Douglas, M. Álvarez, À. Villaecija, B. Cabello  | 3:43.79                         | CN Sant Andreu                  | S. Pérez, A. Conca, M. Nogueroles, E. Villaécija         | 4:18.65                         | [ 3 ] [ 4 ]         |
| XCI                                                 | 2009-10             | CN Sant Andreu                  | J.M. Rando, A. Cabello, B. Cabello, Sánchez          | 3:48.22                         | CN Terrassa                     | G. Cristóbal, A. López, C. Campo, E. Arpal               | 4:20.32                         | [ 3 ] [ 4 ]         |
| XCII                                                | 2010-11             | CN Terrassa                     | A. Puig, A. Plutecki, C. Faro, V. Muñoz              | 3:56.06                         | CN Sant Andreu                  | A. Conca, J. Vall, L. Bravo, L. Gálvez                   | 4:23.55                         | [ 3 ] [ 4 ]         |
| XCIII                                               | 2011-12             | CN Sant Andreu                  | J.M. Rando, M. Álvarez, À. Villaécija, B. Cabello    | 3:47.36                         | CN Sabadell                     | L. Morant, C. Badillo, J. Ignacio, M. Belmonte,          | 4:13.51                         | [ 3 ] [ 4 ]         |
| XCIV                                                | 2012-13             | CN Sant Andreu                  | J.M. Rando, J.J. García, M. Calzada, M. Gumiel       | 3:51.97                         | CE Mediterrani                  | L. Muñoz, M. Garcia, P. Burgués, N. Reguart              | 4:18.90                         | [ 3 ] [ 4 ]         |
| XCV                                                 | 2013-14             | CN Sant Andreu                  | J.M. Rando, J.J. García, A. Rovira, M. Gumiel        | 3:52.01                         | CN Sant Andreu                  | A. Zamorano, J. Vall, L. Gálvez, M. González             | 4:16.85                         | [ 3 ] [ 4 ]         |
| XCVI                                                | 2014-15             | CN Sant Andreu                  | J.M. Rando, J.J. García, M. Calzada, A. Rovira       | 3:49.49                         | CN Sant Andreu                  | A. Zamorano, J. Vall, A. Guillamón, M. González          | 4:16.81                         | [ 3 ] [ 4 ]         |
| XCVII                                               | 2015-16             | CN Terrassa                     | J.F. Segura, C. Faro, E. Rey, A. Puig                | 3:46.72                         | CN Sant Andreu                  | A. Zamorano, J. Vall, A. Guillamón, M. González          | 4:10.30                         | [ 3 ] [ 4 ]         |
| XCVIII                                              | 2016-17             | CN Terrassa                     | A. Puig, D. Benítez, E. Rey, L. Rodríguez            | 3:48.39                         | CN Sant Andreu                  | A. Zamorano, J. Vall, L. Muñoz, M. González              | 4:12.19                         | [ 3 ] [ 4 ]         |
| XCIX                                                | 2017-18             | CN Sant Andreu                  | R. Serradell, M. Navea, M. Calzada, A. Lozano        | 3:48.55                         | CN Sant Andreu                  | A. Zamorano, J. Vall, A. Guillamón, L. Muñoz             | 4:12.29                         | [ 3 ] [ 4 ]         |
| C                                                   | 2018-19             | CN Sant Andreu                  | J.L. Pons, M. Navea, A. Lozano, A. Guerrero          | 3:47.61                         | CN Sant Andreu                  | A. Zamorano, J. Vall, A. Guillamón, L. Muñoz             | 4:11.42                         | [ 3 ] [ 4 ]         |
| CI                                                  | 2019-20             | CE Mediterrani                  | A. Calderón, J. Ballester, A. Lozano, F. Artal       | 3:46.70                         | CN Sant Andreu                  | A. Zamorano, J. Vall, A. Guillamón, M. González          | 4:11.41                         | [ 3 ] [ 4 ]         |
| CII                                                 | 2020-21             | CN Sabadell                     | D. Mira, À. Castejon, A. Ramos, S. De Celis          | 3:42.55                         | CN Sant Andreu                  | C. Espinosa, J. Vall, A. Guillamón, L. Muñoz             | 4:07.03                         | [ 3 ] [ 4 ]         |
| CIII                                                | 2021-22             | CN Sant Andreu                  | A. Hernández, P. Villa, P. Ruano, A. Escrits         | 3:52.33                         | CN Sant Andreu                  | A. Zamorano, J. Vall, J. Pujadas, M. González            | 4:13.04                         | [ 3 ] [ 4 ]         |
| CIV                                                 | 2022-23             | no es disputà el 2022-23        | no es disputà el 2022-23                             | no es disputà el 2022-23        | no es disputà el 2022-23        | no es disputà el 2022-23                                 | no es disputà el 2022-23        | [ 3 ] [ 4 ]         |